# Eliminado entre wickets
Eliminado entre wickets (run out en inglés) es una forma de ser eliminado en críquet. Esto pasa cuando la defensa toca la pelota a un wicket y ningún bateador está en la zona segura de ese wicket. El bateador que esté la más cerca de esa zona segura está eliminado, o si ambos bateadores estén igualmente cerca, él que era más cercano de la zona inmediatamente antes está eliminado. Eliminación entre wickets es la forma principal en que la defensa puede parar los bateadores de anotar carreras cuando están corriendo entre las zonas seguras.

## Mankading

Las líneas blancas son los bordes del área entre las zonas seguras, y los palos negros son los wickets.

En inglés, mankading es el nombre del acto de eliminar uno de los dos bateadores entre wickets antes de que la pelota está lanzada. Esto pasa cuando el lanzador va a lanzar la pelota, y el bateador que solamente tiene que correr sale de la zona segura del lanzador; el lanzador puede tocar el wicket en su zona para eliminar ese bateador. Esto suele pasar cuando ese bateador intenta ganar una ventaja por estar más cercano de la otra zona segura, así que puede anotar carreras más fácilmente.